# Poecilophysis faeroensis
Espèce
Synonymes
- Rhagidia faeroensis Trägårdh, 1931
(protonyme)
- Rhagidia reflexa Willmann, 1936

Poecilophysis faeroensis est une espèce d'acariens de la famille des Rhagidiidae.

## Distribution
Cette espèce se rencontre en Europe.